# Rob Page
Pour les articles homonymes, voir Page.
Rob Page, de son nom complet Robert John Page, est un footballeur et entraîneur gallois né le 3 septembre 1974 à Llwynypia. Il évoluait au poste de défenseur.

## Biographie

### En club
Rob Page est joueur de Watford FC de 1993 à 2001,.
Il évolue ensuite à Sheffield United de 2001 à 2004,.
Lors de la saison 2004-2005, il joue au sein de Cardiff City,.
De 2005 à 2008, il représente Coventry City,.
Après un passage avec Huddersfield Town en 2008, il raccroche les crampons en 2011 après trois saisons avec Chesterfield FC,.
Rob Page dispute au total 36 matchs en Premier League pour un but marqué,.

### En équipe nationale
International gallois, il reçoit 41 sélections en équipe du pays de Galles pour aucun but marqué entre 1996 et 2005,.
Il joue son premier match en équipe nationale le 14 décembre 1996 contre la Turquie (match nul 0-0 à Cardiff) dans le cadre des qualifications pour la Coupe du monde 1998.
Il dispute également 3 autres matchs pour ces éliminatoires.
Page joue 3 matchs des qualifications pour l'Euro 2000, 9 matchs pour les qualifications pour la Coupe du monde 2002, 5 matchs pour les qualifications pour l'Euro 2004 et 4 matchs pour les qualifications pour la Coupe du monde 2006.
Son dernier match est un match de qualifications pour la Coupe du monde 2006 le 3 septembre 2005 contre l'Angleterre (défaite 0-1 à Cardiff).

### Entraîneur
Rob Page commence sa carrière d'entraîneur en dirigeant Port Vale de 2014 à 2016.
Lors de la saison 2016-2017, il entraîne Northampton Town.
Après une expérience en tant que sélectionneur de l'équipe du Pays de Galles espoirs de 2017 à 2019, il prend les rênes de la sélection A par intérim durant l'Euro 2020.

## Palmarès
Watford FC
- Championnat d'Angleterre de troisième division (1) :
  - Champion : 1997-1998.